# Anopheles wellingtonianus
Anopheles wellingtonianus är en tvåvingeart som beskrevs av Alfred William Alcock 1912. Anopheles wellingtonianus ingår i släktet Anopheles och familjen stickmyggor. Inga underarter finns listade i Catalogue of Life.